# Gura Siriului, Buzău
Gura Siriului este un sat în comuna Siriu din județul Buzău, Muntenia, România. Se află în partea de nord-vest a județului, pe valea Buzăului în Masivul Siriu, aproape de limita cu județul Covasna, în defileul Buzăului, în amonte de coada Lacului Siriu.